# Télévision au Brésil

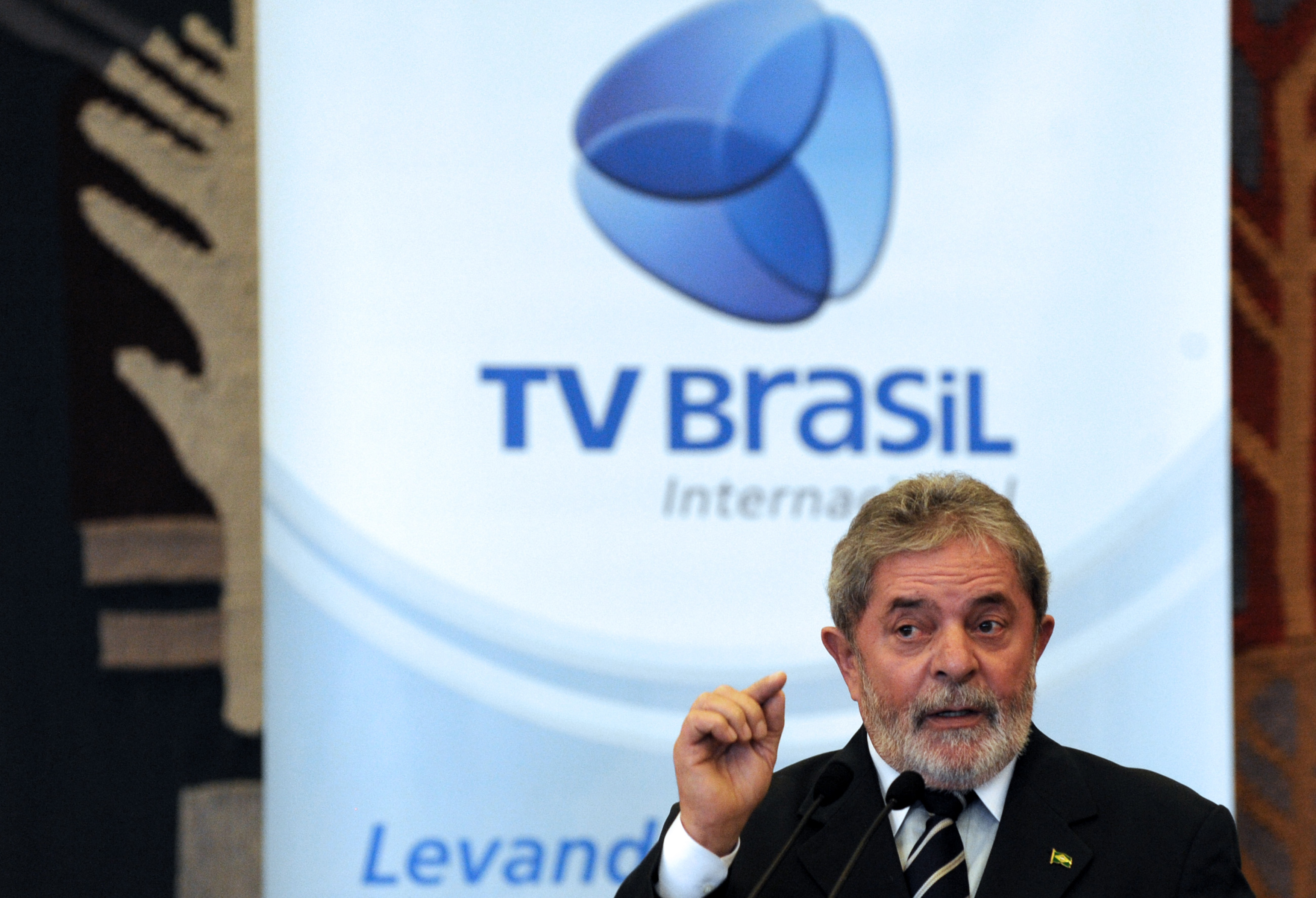
L'ancien président Lula en 2010 lors du lancement de TV Brasil interacional

Le secteur audiovisuel au Brésil désigne l'ensemble de ses chaînes et réseaux de télévision, son organisation et sa diffusion à travers tout le territoire du Brésil, sa production de programmes ainsi que ses personnalités et acteurs.
Les débuts de la télévision au Brésil remontent au 18 septembre 1950, date du lancement à São Paulo, par l'entrepreneur et homme de presse Assis Chateaubriand, de la première station de télévision du réseau Tupi. La télévision est passée à la couleur à partir de 1970. La télévision s'est progressivement développée à travers tout le pays pour devenir la principale source de divertissement et d'information des Brésiliens, bien que son audience depuis les années 2010 tend à décliner au profit du média Internet. Depuis 2007, le Brésil a entamé sa transition de la télévision analogique à la télévision numérique.
La télévision au Brésil est structurée sur le même modèle que le secteur audiovisuel des grands territoires que sont les États-Unis, le Canada ou l'Australie : les principales chaînes sont organisées en réseau de télévision ; un réseau de télévision est composé de plusieurs stations régionales affiliées, qui diffusent tout ou partie de la grille des programmes de la maison mère, en y incluant parfois leurs propres émissions locales. Les principaux réseaux de télévision du Brésil sont, par importance pour ce qui est de l'audience, le réseau privé Globo, qui totalise à lui seul plus de 50 % de parts de marché national (2007), suivi des réseaux SBT, Record, Bandeirantes et RedeTV!.
La production audiovisuelle brésilienne est réputée pour ses telenovelas, séries télévisées qui constituent une part prépondérante de la programmation des chaînes diffusée en soirée. Les journaux télévisés et les telenovelas sont les programmes recueillant la part d'audience la plus élevée.

## Autorité de régulation
Le contrôle et régulation du contenu diffusé à la télévision est régi par un organisme dépendant du Ministère de la Justice, le Departamento de Justiça, Classificação, Títulos e Qualificação. Cette autorité, dont le champ ne se limite pas à la télévision mais couvre également les films sortant au cinéma et le secteur du jeu vidéo, est chargée d'encadrer la diffusion des programmes et de leur attribuer des limites d'âge conseillée.